# Brachycybe rosea
Brachycybe rosea är en mångfotingart som beskrevs av Murray 1877. Brachycybe rosea ingår i släktet Brachycybe och familjen Andrognathidae. Inga underarter finns listade i Catalogue of Life.